# NGC 7208
NGC 7208 est une galaxie irrégulière particulière située dans la constellation du Poisson austral. Sa vitesse par rapport au fond diffus cosmologique est de 2 369 ± 35 km/s, ce qui correspond à une distance de Hubble de 35,0 ± 2,5 Mpc (∼114 millions d'al). NGC 7208 a été découverte par l'astronome britannique John Herschel en 1834.

## Classification

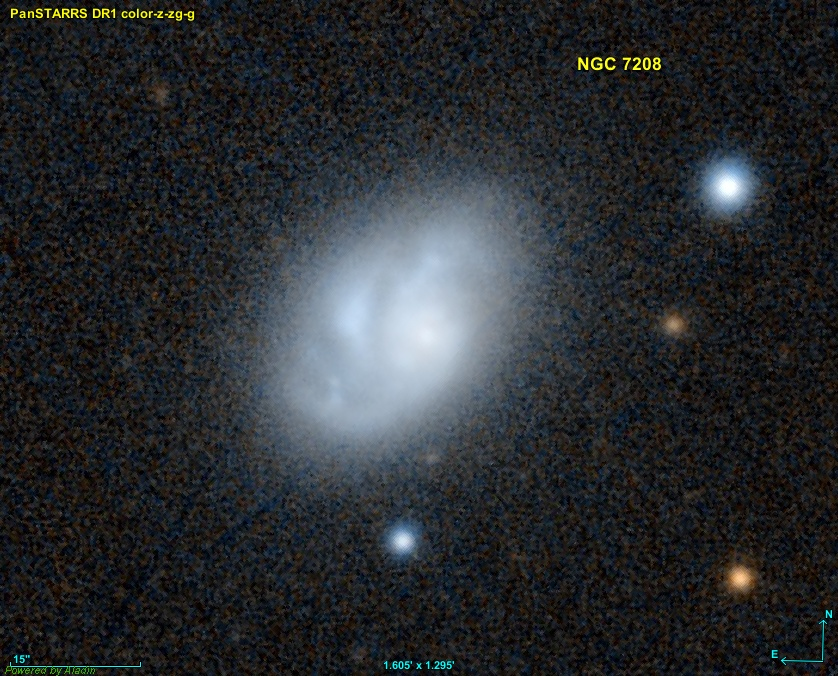
NGC 7208 par le relevé Pan-STARRS.

Bien que cette galaxie soit classée comme lenticulaire par les bases de données NASA/IPAC et HyperLeda, ainsi que par Wolfgang Steinicke, l'image obtenue des données du relevé Pan-STARRS montre qu'il s'agit d'une galaxie spirale ou d'une galaxie irrégulière. Harold Glenn Corwin classifie celle-ci comme I0 pec.